# فرانسوا ستاين
فرانسوا فيليبوس لوديويك ستاين من مواليد 14 مايو 1987 في أليوال نورث (جنوب أفريقيا)، هو لاعب اتحاد الرجبي الدولي في جنوب أفريقيا. غالبًا ما يلعب كظهير أو مركز. ومع ذلك فهو متعدد الاستخدامات ويمكنه اللعب في جميع المراكز في الخطوط الخلفية باستثناء نصف الكرة. كشف هذا الشاب الجنوب أفريقي عن نفسه في عام 2007 بفوزه بكأس العالم للرجبي وهو في العشرين من عمره، وفاز بكأس العالم مرة أخرى بعد اثني عشر عامًا في عام 2019.

## سيرة شخصية

### مهنة النادي
في شبابه، التحق بكلية جراي في بلومفونتين، إحدى أفضل المدارس في جنوب إفريقيا ومزود Springboks. ومن بين الطلاب السابقين: مورني دو بليسيس، وروبن كروجر، وهاينريش بروسو.

#### أسماك القرش وأسماك القرش الولادة
بدأ في الجناح في نهائي سوبر رجبي 2007 ضد فريق بولز. في الدقيقة 77، أضاع التحويل في محاولة فان دن بيرج، وبقيت النتيجة عند 19-13، مما أعطى فريق بولز فرصة للفوز بمحاولة محولة. وفي الدقيقة 79 استعاد الكرة لكنه فشل في إرسالها للإشارة إلى نهاية المباراة. يستعيد فريق بولز الكرة، وبعد عدة مراحل من اللعب، يسقط برايان هابانا بالقرب من القائمين في الدقيقة 83. تم تحويل المحاولة بواسطة ديريك هوجارد، مما أعطى الثيران الفوز 20-19.

## المذكرات و المراجع
1. ↑   http://en.espn.co.uk/scrum/rugby/player/15421.html. {{استشهاد ويب}}: |url= بحاجة لعنوان (مساعدة) والوسيط |title= غير موجود أو فارغ (من ويكي بيانات) (مساعدة)
2. ↑  . اتحاد الركبي في جنوب أفريقيا. {{استشهاد ويب}}: الوسيط |title= غير موجود أو فارغ (من ويكي بيانات) (مساعدة) والوسيط |مسار= غير موجود أو فارع (مساعدة)